# Samuel Canier
Samuel Canier, né le 16 novembre 1760 à Dublin (Irlande), mort le 27 juin 1806 à Marennes (Charente-Maritime), est un général français de la révolution et de l’Empire.

## États de service
De 1780 à 1785, il prend une part très importante à la lutte que l'Irlande menait contre les Anglais, puis il participe à la Révolution américaine, s'établit en 1789 en France, offre son épée à la République naissante et il va diriger les troupes contre les Vendéens. 
Lieutenant-colonel commandant le 1er bataillon de la Charente-Inférieure « La Fraternité » il reprend Mareuil le 4 mai 1793. Il est nommé adjudant général chef de brigade le 22 juillet 1793 et le 25 juillet, il entre à Pont-Charrault. Il est promu général de brigade le 30 juillet 1793 à l’armée des côtes de l'Océan. Il est mis en cause injustement par le général Tuncq pour le désastre du 5 novembre 1793.
Il remplace Guillet, comme commissaire municipal près le tribunal du district, il avait déjà été nommé substitut près les tribunaux, le 15 ventôse an VII (5 mars 1799).
Maire de Marennes, il meurt le 27 juin 1806.

## Sources
- Samuel Canier sur roglo.eu
- (en) « Generals Who Served in the French Army during the Period 1789 - 1814: Eberle to Exelmans »
- Canier, à ses concitoyens, répondant aux calomnies répandues contre lui par le général Tuncq. (Pièces justificatives.), par Samuel Canier éd. 1793
- Procès-verbal de l'Assemblée des communes et de l'Assemblée nationale, 1789-1791